# Ubayd-Al·lah al-Mahdí
Abu-Muhàmmad Ubayd-Al·lah ibn al-Hussayn al-Mahdí (àrab: أبو محمد عبيد الله بن الحسين المهدي, Abū Muḥammad ʿUbayd Allāh ibn al-Ḥusayn al-Mahdī), més conegut simplement com a Ubayd-Al·lah al-Mahdí o al-Mahdí Ubayd-Al·lah (Askar Mukram, 873 - Mahdia, 3 de març de 934) fou el primer imam manifestat (dhàhir) i després califa fatimita, amb seu inicial a Kairuan i després a Mahdia (909 - 934). La seva ascendència és dubtosa i és dubte de si era un alida per filiació amb Ismail, el setè imam amagat o era simplement el besnet del daï Maymun al-Kaddah.
El setè imam Ismail va establir les bases del moviment ismaïlita i el seu fill Muhàmmad ibn Ismail va elaborar la doctrina i la predicació (dawa) de manera clandestina (satr) amb l'inestable concurs del daï Maymun al-Kaddah. La fase clandestina va durar de la meitat del segle viii a quasi el final del segle ix fins que es va produir la "manifestació" (zuhur) de l'imam al-Mahdi. En aquest segle i mig de clandestinitat la successió en la línia d'Ismail no és segura i podria haver passat a la de Maymun.
Molts factors van ajudar al seu desenvolupament, sobretot els disturbis (la decadència abbàssida) i les diferències ètniques: nabateus, arameus, zandj, coptes, amazics i altres. Va entrar en una fase decisiva al moment que Ubayd-Al·lah va ser proclamat imam el 898. El daï Abu-Abd-Al·lah havia aconseguit importants èxits en la seva predicació a la Petita Cabília entre els amazics Kutama. El trencament entre el moviment càrmata i el centre de la dawa ismaïlita que era a Salamiya a Pèrsia, es va produir justament llavors i el cap càrmata Zakarawayh ibn Mihrawayh va refusar de reconèixer l'autoritat d'Ubayd-Al·lah. Aquest, per evitar la pressió càrmata sobre Salamiya, la va abandonar i es va dirigir al Magreb (estiu del 902). Allí el daï Abd-Al·lah, estava revoltat amb els amazics contra els aghlàbides, i Ubayd-Al·lah es va instal·lar a Sigilmasa a l'espera del final de la lluita. El 909 Abd-Al·lah, triomfant sobre els aghlàbides, li va anar a entregar el regne a Sigilmasa. Ubayd-Al·lah va entrar a Raqqada, la capital, el 6 de gener del 910 quan tenia 36 o 37 anys i fou proclamat califa el dia 7 de gener de 910.
Immediatament va exercir plenament el poder deixant al marge al conqueridor Abd-Al·lah, al seu germà Abu-l-Abbàs i a alguns caps kutames, que molestos no van tardar a conspirar. Però Ubayd-Al·lah va rebre el suport dels àrabs que havien servit als aghlàbides i es va desfer del daï Abd-Al·lah al que va fer executar al mateix temps que al seu germà i als caps kutames. Un intent de revolta a al-Kasr al-Kadim, uns disturbis a Kairuan, una rebel·lió a Trípoli, una revolat del clan Mawatnat al país Kutama i un aixecament a Sicília foren sufocats per separat, un a un, amb energia. Les tribus kharigites (sobretot els zenetes) hostils foren contingudes. Va fer edificar una nova capital, Mahdia (al-Mahdiyya), un bastió que li havia de servir de protecció. Tenia tres poders oposats: a l'est els abbàssides que dominaven Egipte, a l'oest els omeies que dominaven l'Àndalus (i a vegades el Maghrib al-Aksa), i al nord els romans d'Orient, sota sobirania dels quals estava l'illa de Sicília i la Calàbria. Com a califa fatimita tenia obligació d'enderrocar als dos primers, considerats usurpadors.
El seu primer pla fou envair l'Àndalus on la revolta d'Ibn Hafsun posava en dificultats a l'emir Abd-Al·lah ibn Muhàmmad ibn Abd-ar-Rahman  (888–912) i el seu successor Abd-ar-Rahman III (912–961, califa després del 929). Ibn Hafsun el va reconèixer com a sobirà i Ubayd-Al·lah va enviar tropes al Magreb i va sotmetre els idríssides de Tlemcen i de Fes el 911. Però mantenir el control més enllà de Tahart es va revelar difícil davant les turbulentes tribus zenetes amazigues (vegeu Maghrawa i Banu Ifran)
El 914/915 va iniciar el seu primer intent de conquerir Egipte enviant al seu fill i hereu Abu-l-Qàssim Muhàmmad ibn al-Mahdí que va arribar amb èxit fins a Alexandria però després fou rebutjat prop d'al-Fustat i sense poder enfrontar amb èxit l'exèrcit del general abbàssida Munis, es va haver de retirar. El 919-921 va enviar altre cop al seu fill a Egipte en una segona expedició, que va seguir el mateix guió fins a Alexandria i va ocupar el Faium però la derrota de la flota fatimita a Rosetta (Egipte) i els combats d'al-Fustat més aviat favorables a Munis, van imposar altre cop la retirada. Es diu que va preparar una tercera expedició que ja no es va fer fins a l'inici del regnat del seu successor, el seu fill esmentat, i que va tenir el mateix resultat (935), però és possible que fos obra directament del fill, ja califa, per revenjar els seus dos anterior fracassos.
En aquests anys va combatre a Sicília i a Calàbria. El primer atac es va fer el 918 ocupant Reggio, retirant-se amb un gran bot i captius. El 922 es va fer la segona expedició que va sortir de Mahdia amb 20 galeres; la fortalesa de Santa Agatha fou conquerida pel general fatimita Massud ibn Ghàlib al-Wassulí, i els seus habitants convertits en esclaus. El 924 es va fer la tercera expedició manada pel seu camarlenc Jàfar ibn Ubayd conegut per Suluk, que va sortir de Palerm i va ocupar Bruzzane i Oria i es va retirar cap a Mahdia amb un gran botí. L'Imperi Romà d'Orient va demanar una treva i va acceptar pagar un tribut per Calàbria però el pagament es va retardar i el 927 la lluita es va reprendre. Entre 927 i 930 es van fer algunes expedicions manades per un eslau, Sabir, afectant a Tàrent, Salern, Nàpols i Termoli. Finalment els romans d'Orient van pagar el tribut acordat i la treva va durar fins a la mort del califa.
Ubayd-Al·lah al-Mahdí va morir el 934 i el va succeir el seu fill Abu-l-Qàssim Muhàmmad ibn al-Mahdí.